# Comté de Franklin (Kentucky)
Pour les articles homonymes, voir Comté de Franklin.
Le Comté de Franklin est un comté de l'État du Kentucky, aux États-Unis.
Le comté de Franklin a été fondé en 1795. Le siège du comté est Frankfort, qui est également la capitale de l'État.
Il a été nommé d'après l'inventeur et homme d'État Benjamin Franklin.